# أفياء جبلي
أفياء جبلي أو النسر الصقري الجبلي (الاسم العلمي Nisaetus nipalensis)، كان يُصنف في السابق ضمن طيور جنس العقبان البازية النمطية (Spizaetus). طائر جارح متوسط القد يراوح طوله من 69 إلى 84 سم. وينتمي إلى فصيلة البازية. أعطانه الهند وبنغلاديش ونيبال (يكثر في مناطق شبه القارة الهندية) وتايلاند وإندونيسيا وتايوان واليابان.